# Qingxiu
Qingxiu léase Ching-Siú (en chino, 青秀区; pinyin, Qīngxiù  qū) es un distrito urbano bajo la administración directa de la Prefectura Nanning en la Región autónoma de Guangxi, República Popular China. Su área es de 865 km² y su población total para 2020 superó el millón de habitantes.

## Administración
El distrito de Qingxiu se divide en 9 pueblos que se administran en 5 subdistritos y 4  poblados.